# Teatro Nacional (Washington, D.C)

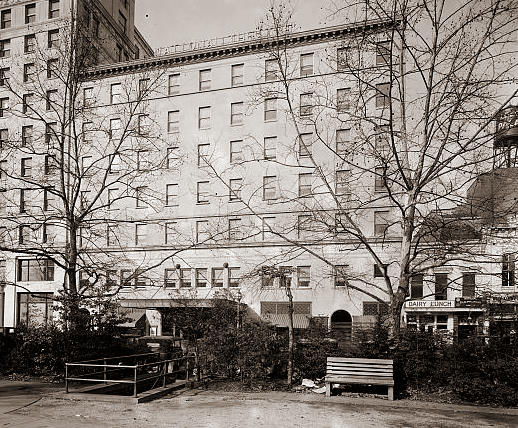
Vista exterior del National Theatre (década de 1920)

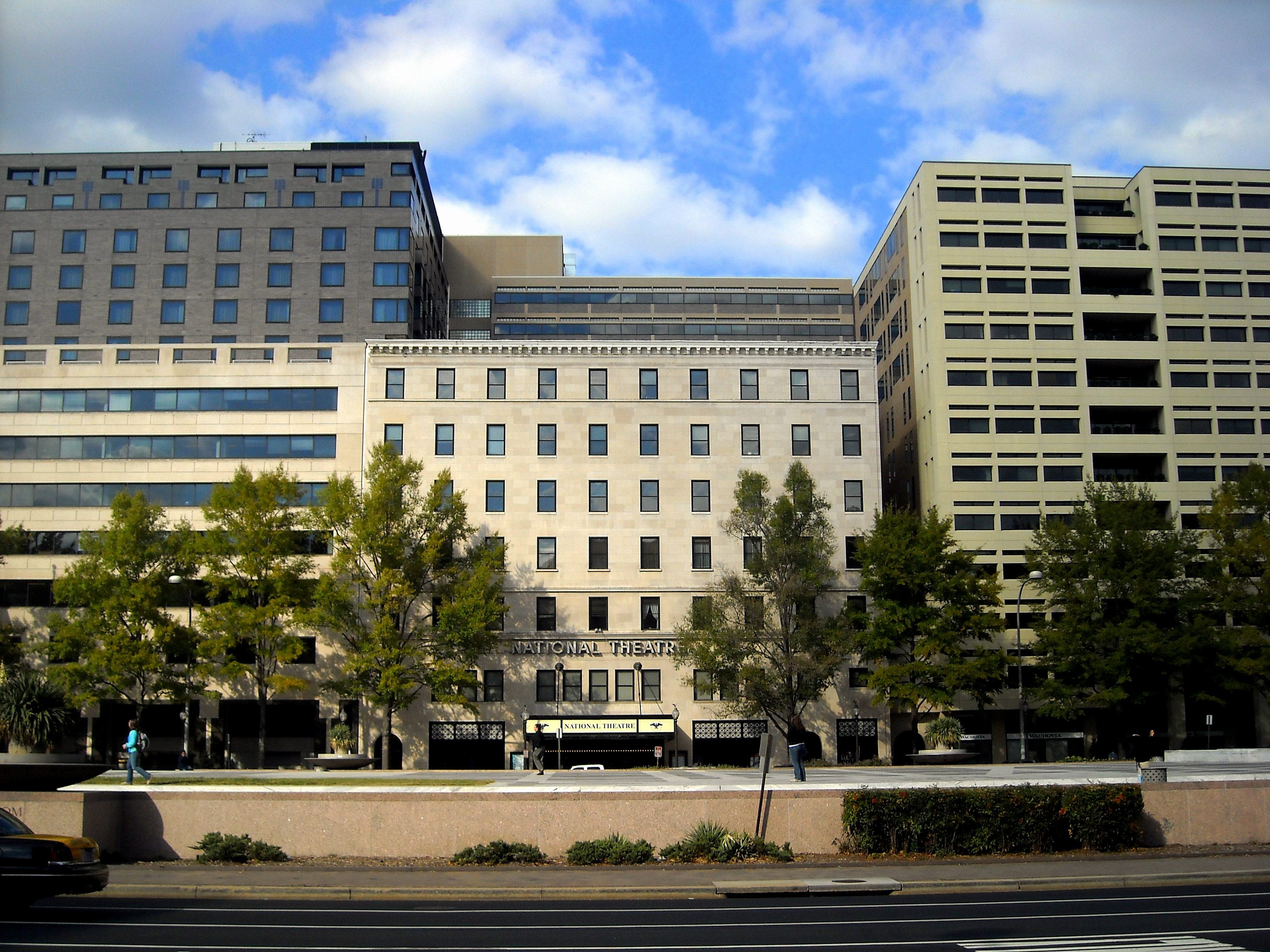
El Teatro Nacional se encuentra al otro lado de Plaza de la Libertad (en primer plano)

El Teatro Nacional (Washington, D.C) se encuentra en Washington, Distrito de Columbia. Con capacidad para 1676 personas, ha dado lugar a gran variedad de producciones teatrales en vivo. A pesar de su nombre, no es un teatro nacional gubernamental financiado, siendo operado por una organización privada sin ánimo de lucro.

## Historia
Este histórico teatro fue fundado el 7 de diciembre de 1835 por William Corcoran y otros ciudadanos prominentes que querían tener en la capital del país un teatro de primer nivel. La producción inicial del teatro fue ”Hombre de mundo”. El teatro ha estado en operación casi continua ya que en la misma avenida de Pensilvania donde está ubicado, se encuentra a pocas manzanas la Casa Blanca. Su nombre cambió a "Teatro Nacional de Grive" y "Teatro de Grover" según el administrador en turno. El famoso actor Joseph Jefferson administró el teatro por un tiempo. La estructura del edificio ha sido reformada varias veces a lo largo del tiempo, incluyendo reconstrucciones parciales después de cinco incendios en el siglo XIX. El edificio actual, localizado en el número 1321 de la avenida Pensilvania, fue construido en 1923 y se inauguró en septiembre de ese año.
Situado a tres cuadras de la Casa Blanca, el teatro ha entretenido a todos los presidentes de los Estados Unidos desde Andrew Jackson. El 14 de abril de 1865, Tad Lincoln asistía a una representación de Aladino y la lámpara maravillosa en el teatro, cuando su padre, el presidente Abraham Lincoln, fue asesinado.
Al igual que muchos teatros en los Estados Unidos antes del movimiento de derechos civiles, en el Teatro Nacional el público estaba segregado por razas. A los actores negros se les permitió aparecer en escena, pero a los afroamericanos se les prohibió asistir a las representaciones. Durante la temporada en la que se estaba representado “Porgy and Bess” en 1936, el elenco de actores, encabezado por Todd Duncan, protestó contra la segregación de la audiencia. Duncan dijo que "no volvería a actuar en un teatro que prohibiera la compra de entradas para determinados lugares debido a la raza de los espectadores". El administrador gestionó las demandas y permitió la primera actuación integrada en el Teatro Nacional. Un movimiento para integrar el teatro fue encabezado por la actriz Helen Hayes, el educador Gilbert V. Hartke, el empresario de OP Washington Art, Patrick Hayes y el crítico teatral del Washington Post, Richard L. Coe. Cuando esta protesta no tuvo éxito, persuadieron a los artistas a favor de la “Actors Equity” para que se negaran a actuar en el teatro. En lugar de abolir la segregación, la dirección de Nueva York suspendió las actuaciones en vivo en 1948. Posteriormente se organizó allí un acto de prestigio, el estreno en Washington de la película británica The Red Shoes, pero el teatro permaneció inactivo hasta que volvió a abrir sus puertas como un teatro integrado en 1952.
En 1970, el teatro pasó a ser administrado por la Organización Nederlander, pero en 1974 Roger L. Stevens, Maurice B. Tobin, Donn B. Murphy y otros fundaron la organización sin fines de lucro National Theatre Corporation para rescatar la institución, arruinada por las protestas raciales y como consecuencia de haberse convertido en un centro pasado de moda, aislado por el crecimiento de los suburbios circundantes.
El teatro ha sido completamente renovado en 1982-1983, cuando el ala de las salas originales se sustituyó por una estructura moderna, como parte de la reurbanización de esa parte de la ciudad de Washington D. C., que incluía el Centro Comercial de la Plaza Nacional, el JW Marriott Hotel de 774 habitaciones, y el National Press Club. La estructura reformada, con el diseño de sus interiores supervisado por el escenógrafo Oliver Smith, abrió sus puertas a la organización de conciertos.
El desarrollo y el proceso de construcción provocaron protestas generalizadas y un caso judicial de los conservacionistas históricos locales, contrarios a la demolición del vecino "Edificio Munsey". Este edificio fue construido en 1905 por los notables arquitectos McKim, Mead & White de la ciudad de Nueva York, para el magnate de la prensa Frank A. Munsey (que era conocido como "el mercader de diarios" y como "el empresario de pompas fúnebres del periodismo"), eclipsado por su contemporáneo más famoso con reputación similar, William Randolph Hearst (1863-1951). Todavía se conservan sus cimientos de piedra y ladrillo, reforzados con cajones de acero para resistir la erosión del Tiber Creek, que fluye bajo el edificio. Desde el escenario, el presidente Ronald Reagan saludó al "teatro del barrio", reformado en enero de 1984.
Entre las producciones de Broadway representadas en el Teatro Nacional, pueden citarse Amadeus, Crazy for You, Hello, Dolly!, Show Boat y West Side Story.
En 2012, SMG y Jam Theatricals asumieron las operaciones del teatro a través de la Organización Shubert.

## Intérpretes
Los numerosos artistas que han aparecido en escena incluyen a Pearl Bailey, Ethel Barrymore, Lionel Barrymore y John Barrymore, Warren Beatty, Sarah Bernhardt, Claire Bloom, Edwin Booth, John Wilkes Booth, Fanny Brice, Tom Burke, Carol Channing, George M. Cohan, Claudette Colbert, Katharine Cornell, Hume Cronyn, Tim Curry, Denishawn, Ruth Draper, Todd Duncan, Maurice Evans, Lillian Gish, Ruth Gordon, Valerie Harper, Julie Harris, Rex Harrison, Helen Hayes, Audrey Hepburn, Katharine Hepburn, Joseph Jefferson, James Earl Jones, Lucille La Verne, Eva Le Gallienne, Jerry Lewis, Alfred Lunt y Lynn Fontanne, Eartha Kitt, Ian McKellen, Mary Martin, Ethel Merman, Idina Menzel, Rita Moreno, Helen Morgan, Rosie O'Donnell, Laurence Olivier, Annie Oakley, Geraldine Page, Robert Redford, Debbie Reynolds, Chita Rivera, Will Rogers, Rosalind Russell, George C. Scott, Kevin Spacey, Sting, Jessica Tandy, Norma Terris, Marlo Thomas, Lily Tomlin, Franchot Tone, Rip Torn y Liv Ullmann.  Winston Churchill habló una vez desde el escenario.

## Actividades
El Teatro Nacional ha ampliado recientemente sus actividades para incluir no solo a las actuaciones musicales de Broadway, sino también conciertos, conferencias, ópera, ballet, seminarios y recepciones. La Corporación Nacional del Teatro es una organización sin fines de lucro que se encarga de la explotación del teatro. Tom Lee, es el director Ejecutivo de la Corporación Nacional de Teatro. El Grupo Nacional de Teatro gestiona las actividades cotidianas del teatro y ofrece contenidos para el escenario principal. El director general del teatro es Sarah Bartlo.